# Quai Romain-Rolland
Le quai Romain-Rolland est une rue du 5e arrondissement de Lyon.

## Situation et accès

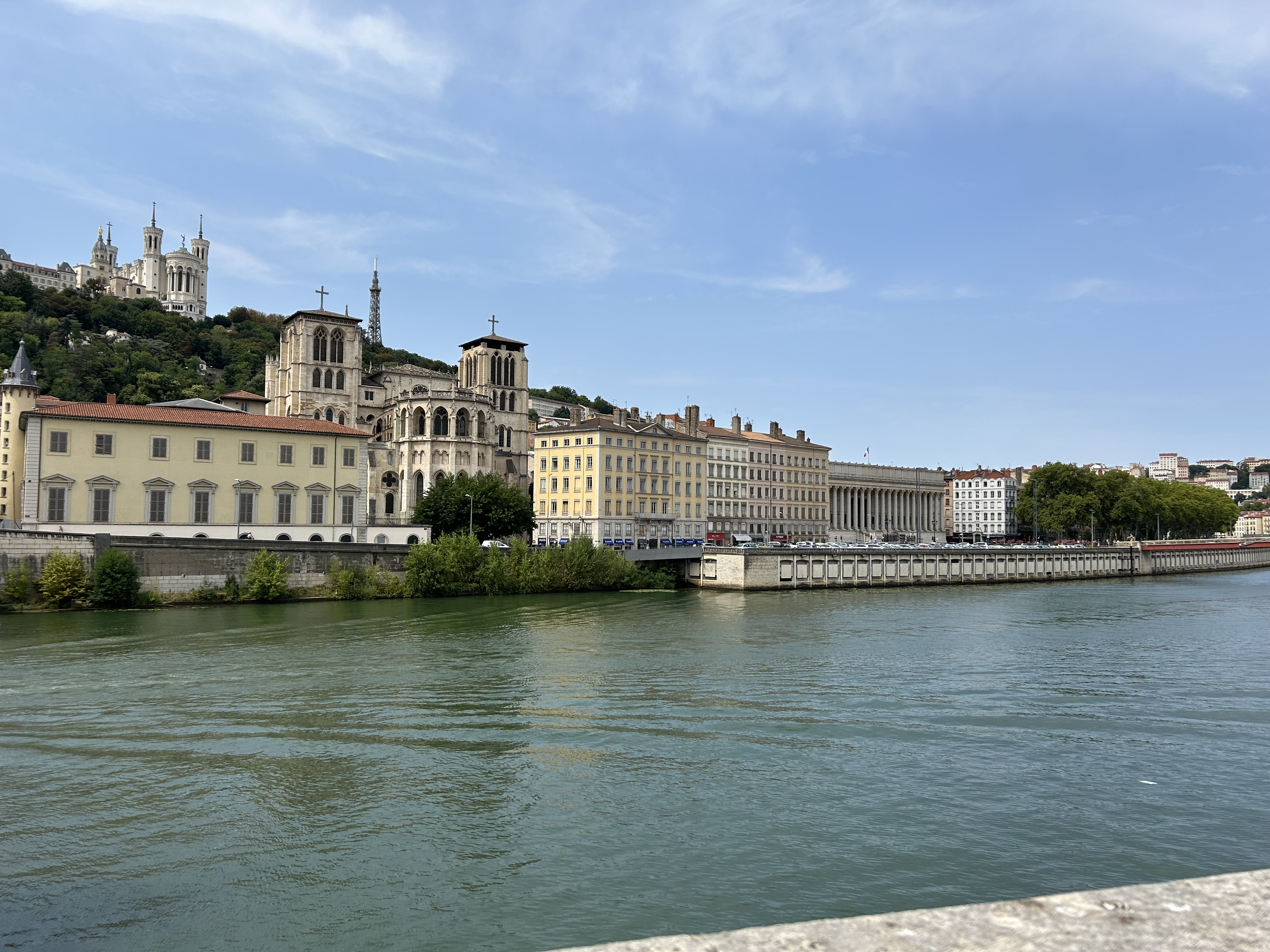
Le quai vu dans son ensemble depuis le quai des Célestins.

Le quai Romain-Rolland longe la rive droite de la Saône, reliant le quai de Bondy et le quai Fulchiron sur un axe sud-nord. Il commence au carrefour entre le pont Bonaparte, l'avenue Adolphe Max et le quai Fulrichon, il croise successivement la rue des Estrées, la rue de la Bombarde, la Place Paul Duquaire, la rue du palais de justice, la rue de la Baleine et se termine au niveau de la place Ennemond Fousseret par la quai de Bondy.

## Origine du nom
Il est nommé en l'honneur de Romain Rolland (1866-1944), professeur d'histoire, docteur ès lettres et prix Nobel de littérature pour son œuvre Jean-Christophe.

## Histoire

### Odonymie
Le quai a été nommé quai des Comtes jusqu'en 1794. Il a été renommé quai Sautemouche sur la demande du 18 décembre 1793 du comité révolutionnaire de Porte-froc en l'honneur du jacobin lyonnais Sautemouche assassiné quelques mois auparavant. Il est renommé en 1810 quai de l'Archevêché, puis quai de la Bibliothèque en 1909. Le renommage en quai de la Bibliothèque a lieu quatre années après la séparation de l'église et de l'état, occasion pour la municipalité de prendre la main sur la palais de l'archevêché pour en faire la bibliothèque municipale. Enfin le nom actuel est attribué au quai par la délibération du conseil municipal du 23 avril 1945,.

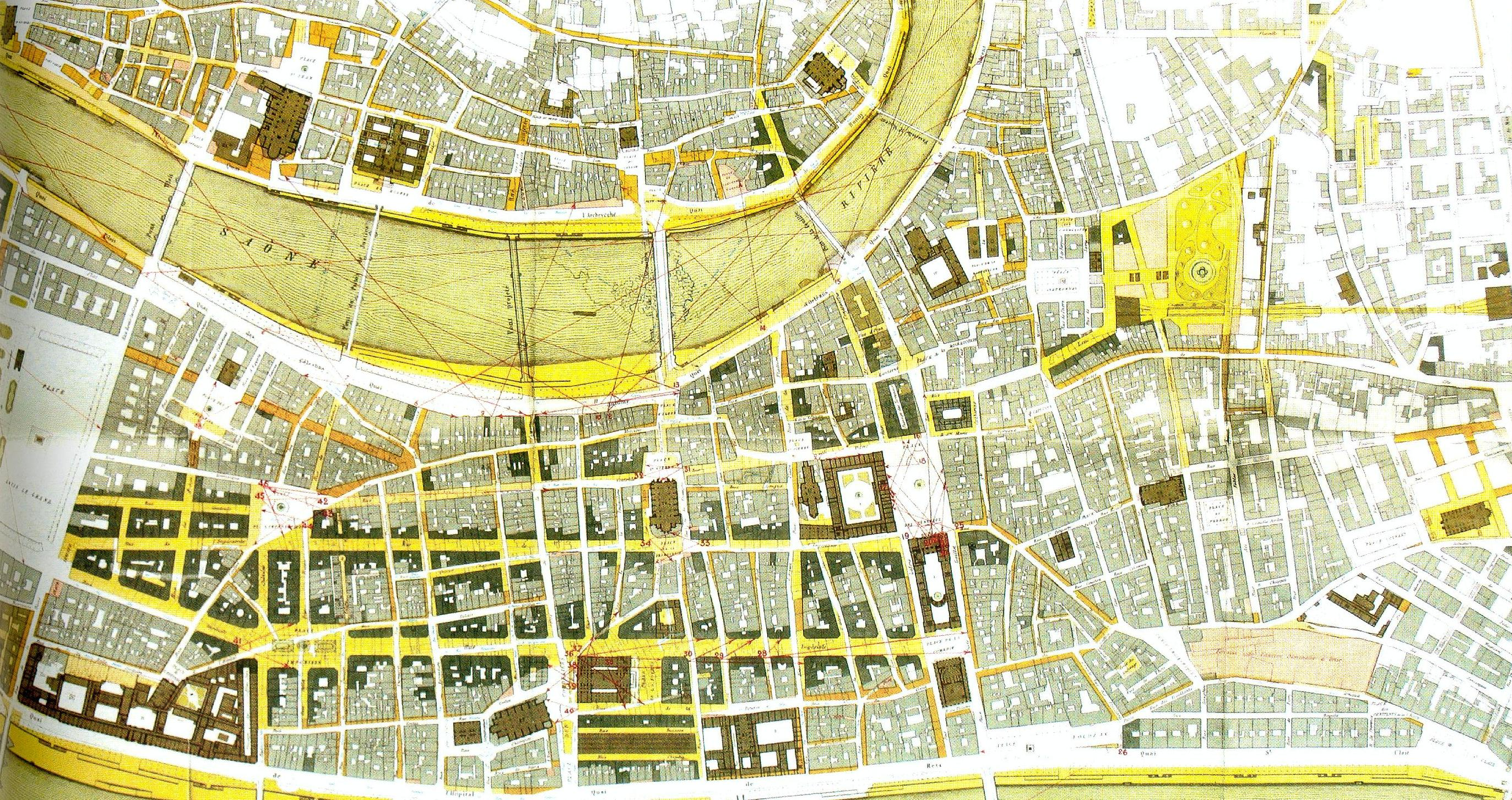
Création du quai actuel dans la deuxième moitié du XIX

### Évolutions structurelles
Le 12 juin 1561, le Consulat décide de créer un quai reliant le pont de Saône à la primatiale Saint-Jean. Mais cette voie n'est réalisée qu'aux XVIIIe et XIXe siècles, par l'adjonction de plusieurs tronçons successifs. En 1854, le quai Humbert et la place de Roanne deviennent des portions du quai de la Baleine qui est lui-même incorporé au quai de l'Archevêché le 16 novembre 1855.

## Bâtiments remarquables et lieux de mémoire

### Palais de justice historique de Lyon
Le palais de justice historique fut construit entre 1835 et 1842, sous la direction de Louis-Pierre Baltard. Le tribunal de grande instance, le tribunal d’instance et le tribunal de commerce de Lyon ont été transférés en 1995 au nouveau palais de Justice dans le quartier de la Part-Dieu. La cour d’appel de Lyon et la cour d’Assises du Rhône demeurent installées dans ce qui est désormais le palais de Justice « historique ».

### Art et architecture
- Au numéro 3, le bâtiment possède au rez-de-chaussée des arcs qui soutiennent un balcon.
- Aux numéros 12 et 14, les escaliers intérieurs sont illuminés par des fenêtres à meneaux.
- L'immeuble du no 17 possède une porte arquée avec une clef ornée d'une tête de femme.
- Les numéros 21 et 22 sont décorés d'une imposte, d'un escalier à rampe droite et et de balcons de fer[5].
- Située sur l'esplanade qui relie le quai à la passerelle du palais de justice, la statue Le poids de soi (The Weight of Oneself) fait face à l'édifice aux vingt-quatre colonnes. Œuvre des artistes scandinaves Elmgreen & Dragset, elle a été inaugurée en 2013. Elle représente un homme nu tenant dans ses bras un autre homme nu. Elle mesure 2,7 m de haut et est réalisée en poudre de marbre solidifiée blanche mat[7].

## Accessibilité
Ce site est desservi par la station de métro Vieux Lyon - Cathédrale Saint-Jean.
- Lignes de bus 29-30-31-C14-184
- Navette Saint-Georges : N4
- Stations Vélo'v : Saint-Jean (Cathédrale - Funiculaire) - Quai Romain Rolland (Ancien Palais de Justice) - Rue de la Baleine (Angle quai Romain-Rolland)

## Événements

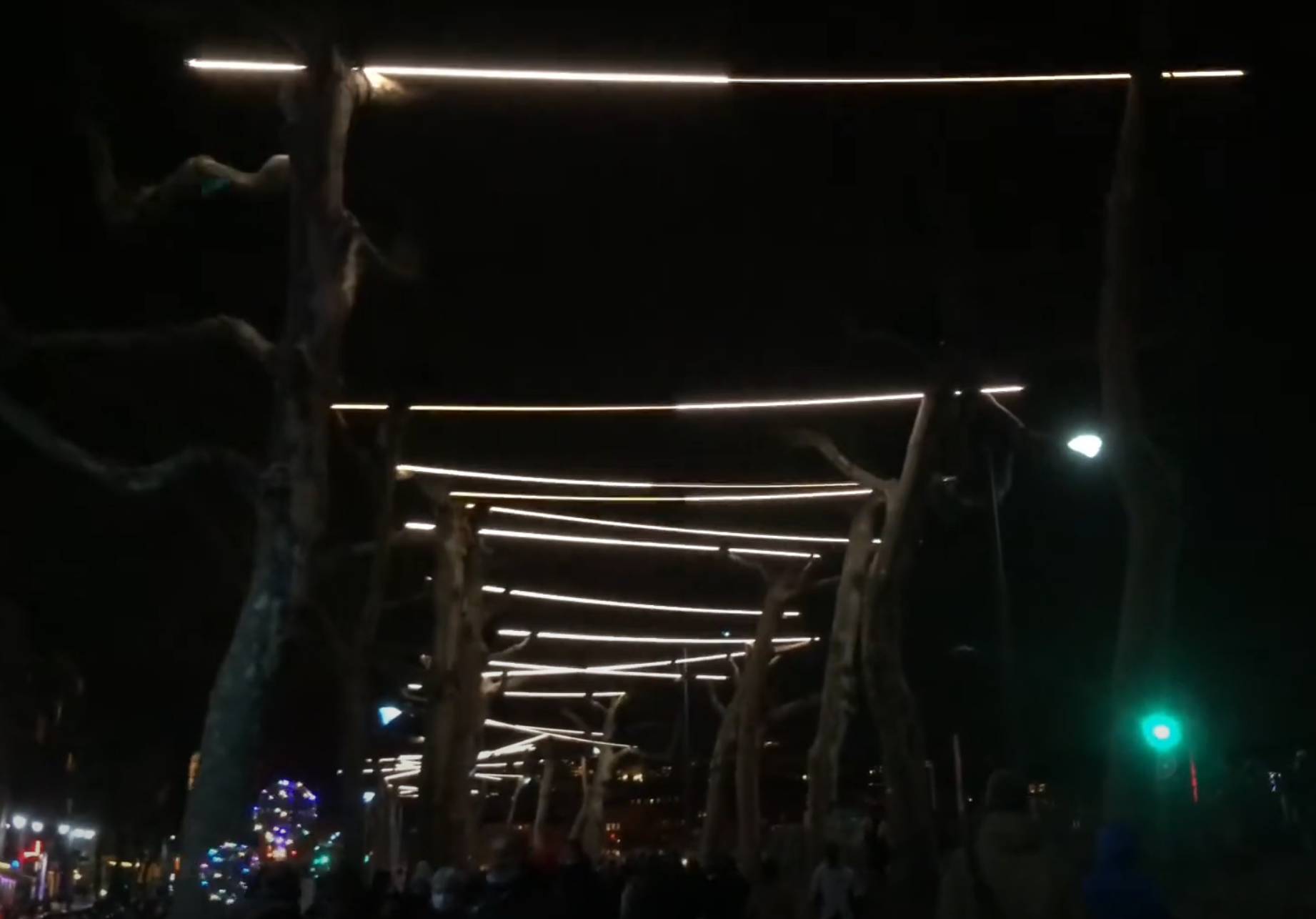
L’œuvre « [AB] Géométrie variable » exposée sur le quai lors de l’édition 2021 de la Fête des Lumières.

Pour la première et unique fois à ce jour, le quai participe à la Fête des Lumières en 2021.

## Sur la Saône

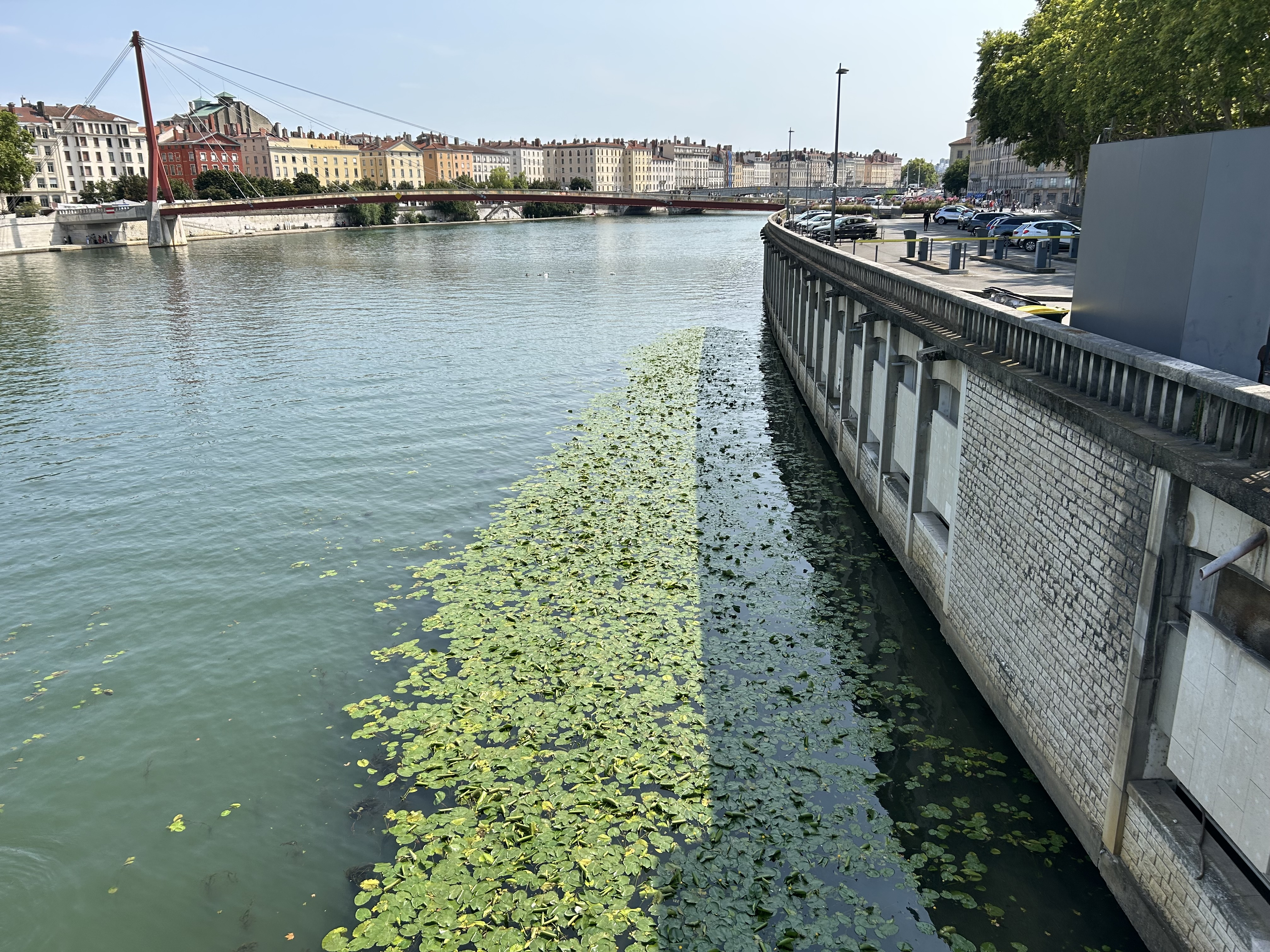
Les nénuphars en question ici photographiés l’été.

De nombreux nénuphars affluent sur le fleuve au bord du quai, notamment aux alentours du pont Maréchal-Juin.

## Galerie

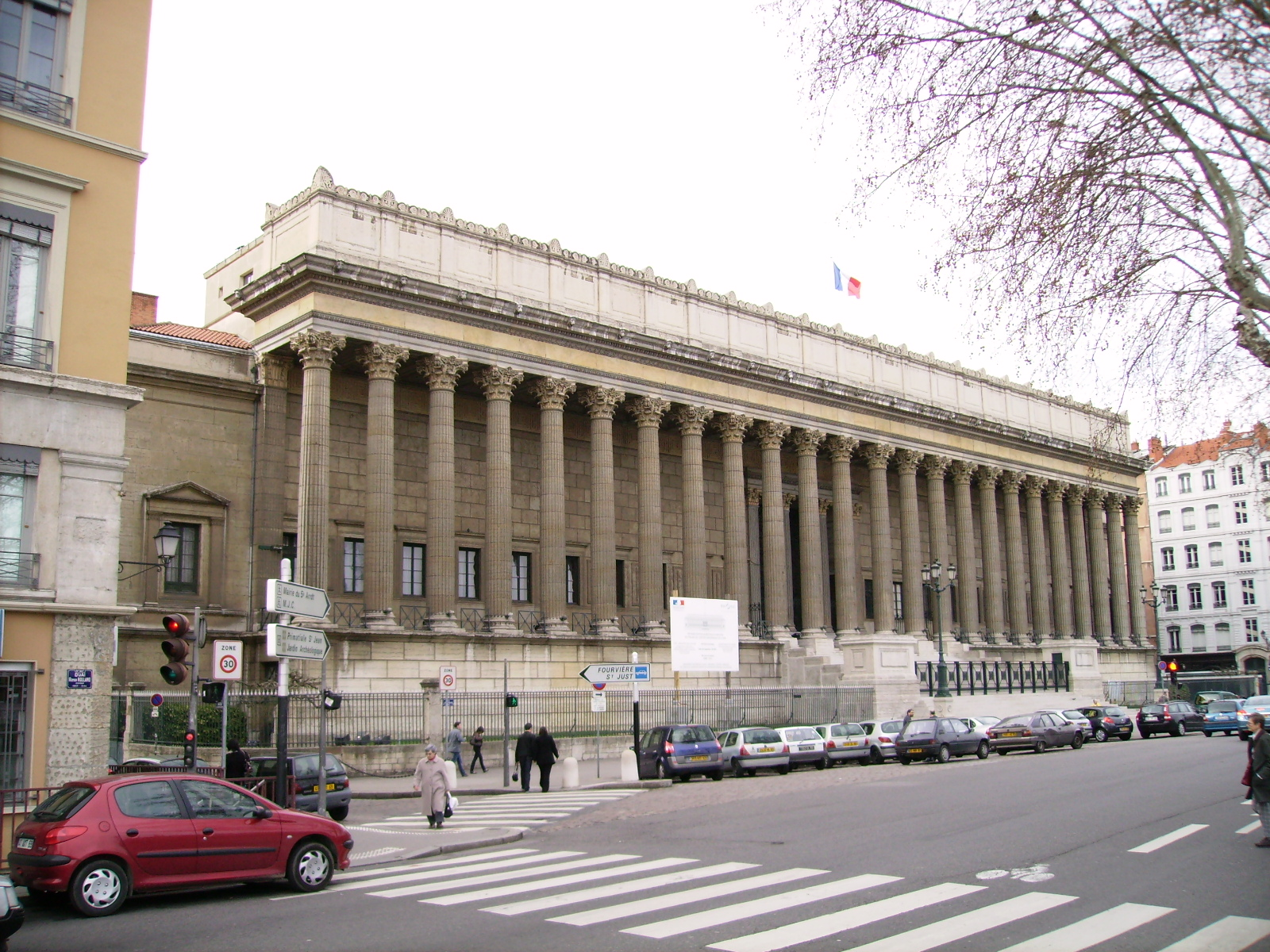
Palais de justice historique de Lyon
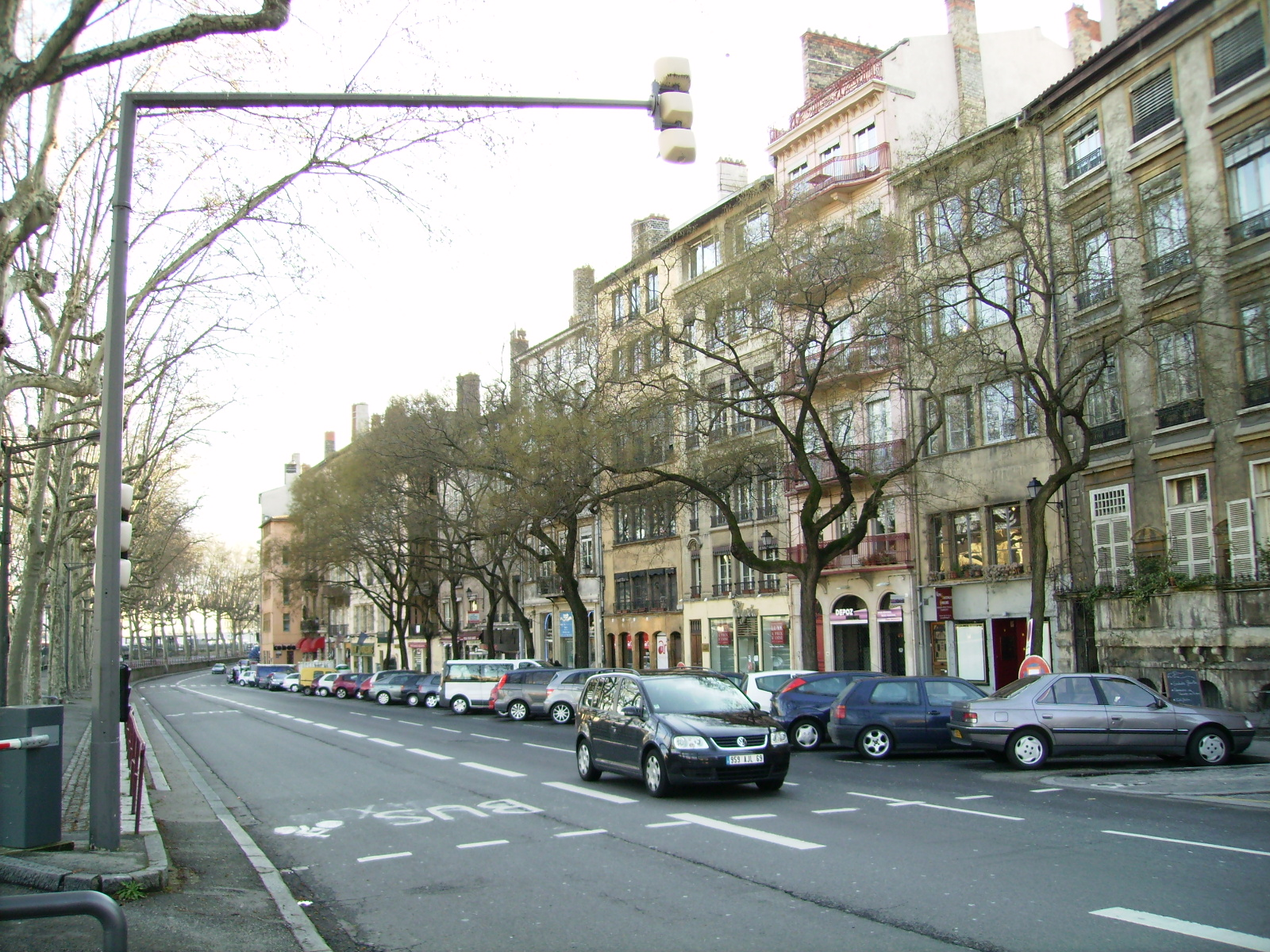
Fin du quai Romain Rolland
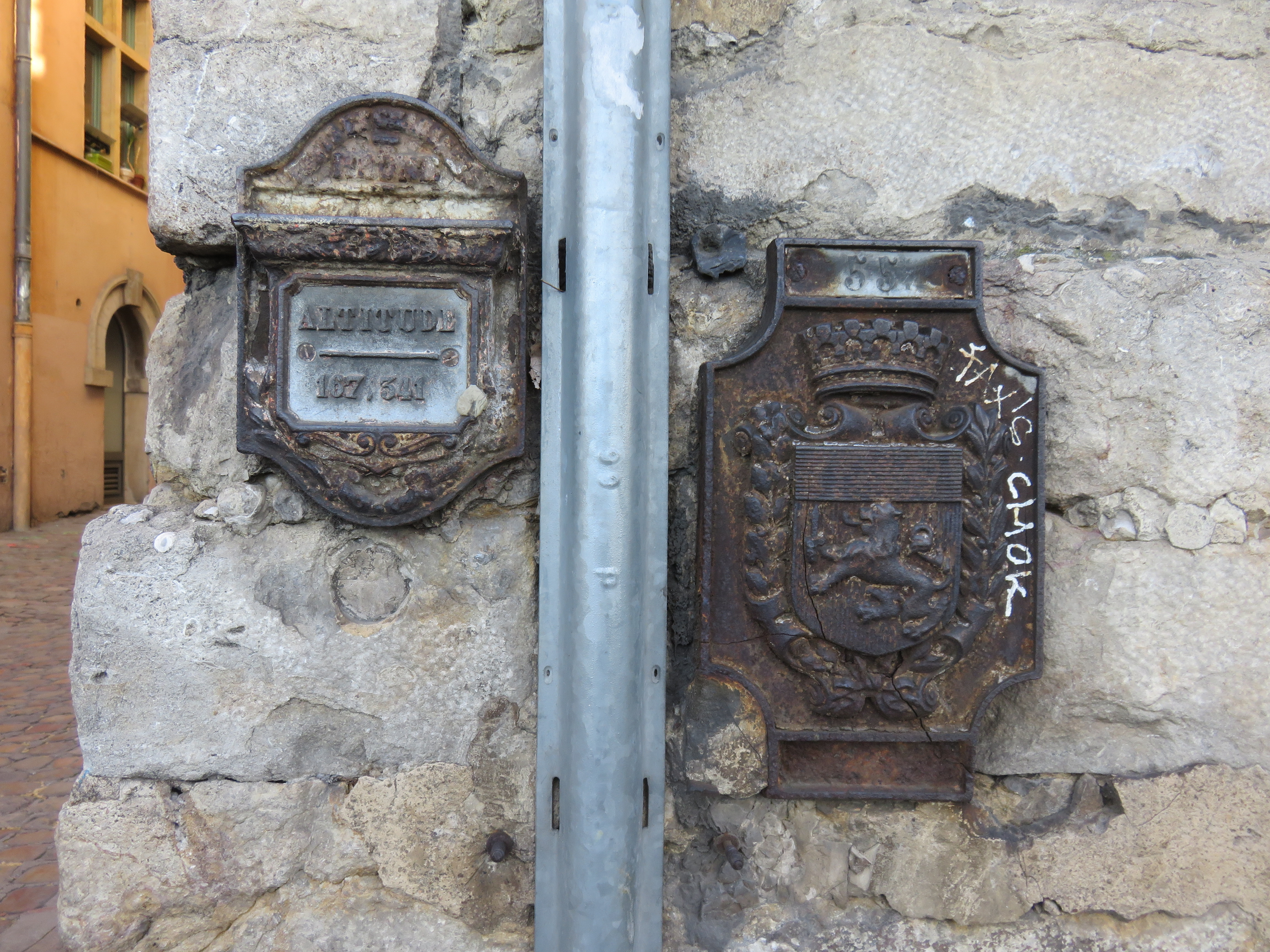
Bornes de nivellement, à l'angle avec la rue de la Baleine.
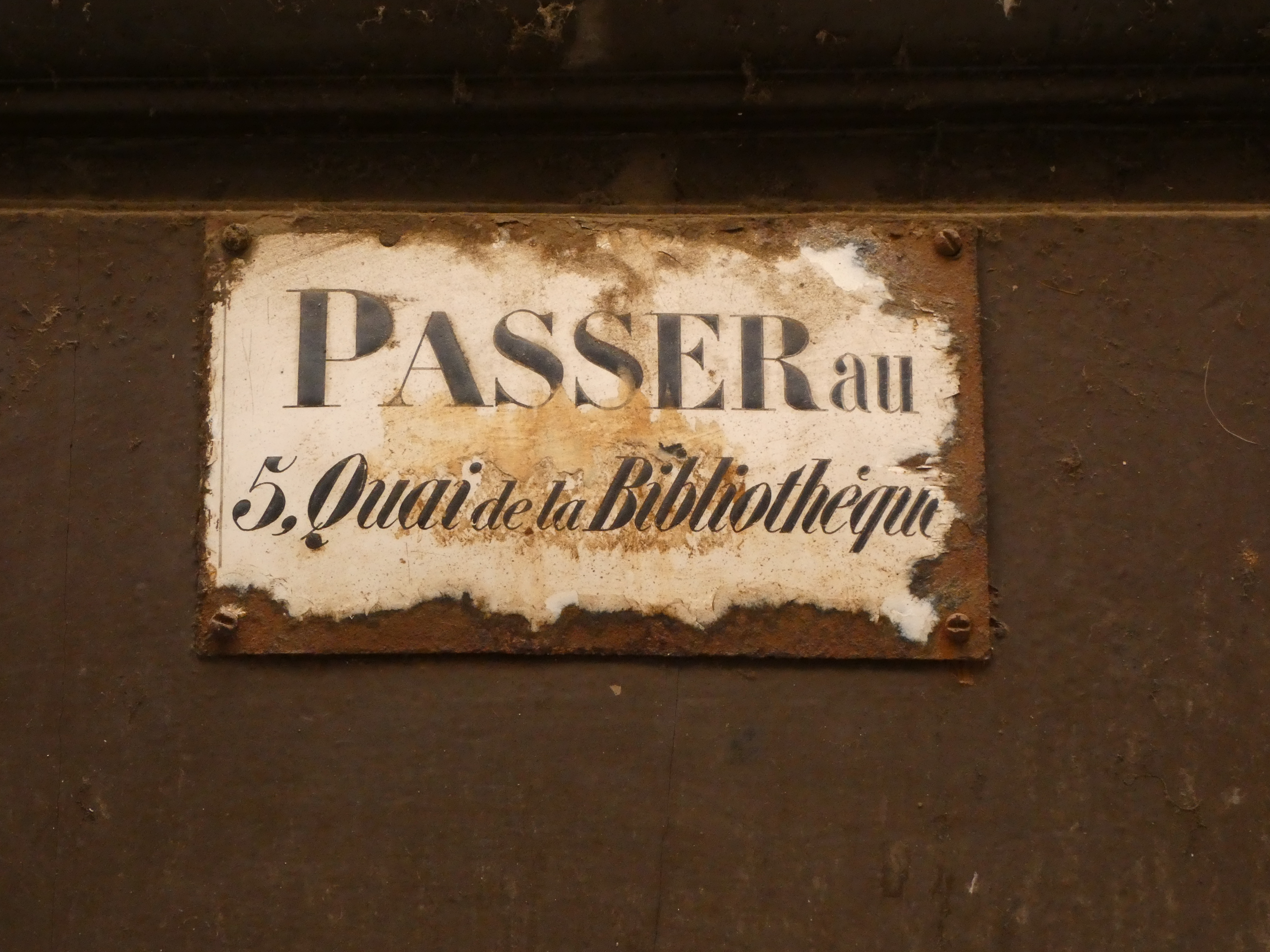
Maison au numéro 3 : plaque "Passer 5 quai de la Bibliothèque"